# Steamboy
Steamboy (スチームボーイ?, Suchīmubōi) è un film d'animazione del 2004 diretto da Katsuhiro Ōtomo.
Pellicola steampunk giapponese, dall'autore di Akira, presentata fuori concorso alla 61ª Mostra internazionale d'arte cinematografica di Venezia.

## Trama
1866, Inghilterra vittoriana alternativa. Alla vigilia della prima Esposizione Universale, Ray Steam, figlio di una famiglia di scienziati di Manchester, trascorre giorni e notti a escogitare nuove invenzioni. Ray aspetta con impazienza il ritorno del padre e del nonno, partiti per l'America per proseguire le proprie ricerche. Un giorno il ragazzo riceve una misteriosa sfera metallica inviatagli dal nonno. Ma l'Ohara Foundation vuole impossessarsi della sfera e rapisce Ray portandolo a Londra, nel padiglione della Ohara Foundation. Qui il ragazzo scopre i poteri della sfera: si tratta di un contenitore di vapore compresso ad alta densità, che può generare un'energia di proporzioni incredibili. Ray dovrà impedire in ogni modo che la sfera venga usata per scopi malvagi.

## Accoglienza
Il film ha lasciato la critica fredda (soprattutto quella statunitense), così come molti fan che lamentano una mancanza di complessità dell'opera rispetto ad Akira, visti tra l'altro anche i lunghi tempi di produzione.
Il lungometraggio, per quanto più lungo della media, soffre i limiti della durata di un film, ma si impone comunque per il ritmo delle molte scene d'azione e per la realizzazione delle architetture, degli sfondi e dei macchinari che davvero non hanno paragone alcuno, tale è la loro quantità, complessità e bellezza. Ciò che ha deluso molti critici e fan spesso è l'eccessiva semplicità e linearità dell'intreccio, considerato a volte del tutto prevedibile, se non abusato, e mancante di un vero climax nella troppo lunga sequenza d'azione finale, fatta di interminabili esplosioni.
Al tempo stesso, un altrettanto congruo numero di critici e di spettatori ha contestato la superficialità con cui il film è stato analizzato, sottolineando che linearità e semplicità non corrispondono necessariamente a superficialità, e come non siano necessariamente una serie di colpi di scena inaspettati o un complesso intreccio della trama l'obiettivo degli sceneggiatori, quanto piuttosto lo sviluppare  l'ambiguo rapporto tra Ray Steam (il protagonista), suo padre e suo nonno, i quali si alternano continuamente in una serie di alleanze e conflitti.
Ancora, di non aver colto l'arguta provocatorietà della sequenza finale, in cui la multinazionale statunitense produttrice di armi si serve di Londra come campo di prova per i suoi ultimi prototipi, sottoponendo gli edifici ed i suoi abitanti ad un continuo bombardamento utile a dimostrare ai propri clienti senza scrupoli la loro potenza distruttiva prima di concludere gli affari comodamente seduti in poltrona.

## Manga
Dal film Katsuhiro Ōtomo ha tratto poi un manga, pubblicato in Italia dalla Star Comics.

## Videogioco
Steamboy è stato poi riadattato in  un videogioco di Bandai per Playstation 2, solo in Giappone.